# Юрна Вас
Юрна Вас (словен. Jurna vas) — поселення в общині Ново Место, регіон Південно-Східна Словенія, Словенія. Висота над рівнем моря: 268,8 м.